# Jan Frank
Jan Anders Frank, född 5 september 1947 i Helga Trefaldighets församling i Uppsala, död 16 mars 2004 i Överluleå församling i Norrbottens län, var en svensk officer i armén. 
Frank blev fänrik i armén 1971. Han befordrades till löjtnant år 1973, till kapten 1974, till major 1982, till överstelöjtnant 1988, till överste 1992, överste av första graden 1998 och till generalmajor 2000.
Frank inledde sin militära karriär vid Bodens artilleriregemente. Åren 1980–1988 tjänstgjorde han vid staben i Övre Norrlands militärområde, från 1985 som avdelningschef. Han var 1989–1991 bataljonschef vid Bodens artilleriregemente och tjänstgjorde 1991–1992 på Operationsledningen vid Försvarsstaben. Åren 1992–1994 var han ställföreträdande chef för Bodens artilleriregemente och 1994–1997 ordinarie regementschef. År 1997 tjänstgjorde han internationellt som stabschef vid Nordisk-polska brigaden vid SFOR i Bosnien och Hercegovina. Åren 1998–2000 var han chef för Norra underhållsregementet och 2000–2002 befälhavare för Norra militärdistriktet. Frank avgick 2002, med generalmajors rang.
Frank gifte sig 1974 med Carin Paulsson.